# Tour della nazionale maschile di rugby a 15 dell'Italia 1991
Nel gennaio 1991 la nazionale italiana di rugby fu impegnata in un tour in Namibia in preparazione alla Coppa del Mondo in programma in Inghilterra nel mese di ottobre.
Indipendente da poco più di un anno, la Namibia diventò in breve tempo la meta delle tournée di molte nazionali. Gli Azzurri, guidati dal tecnico Bertrand Fourcade e capitanati da Corrado Covi, vi si recarono per una trasferta preparatoria in vista del mondiale.
Vennero disputati cinque incontri totali tra l'8 e il 22 gennaio: due test match contro la nazionale namibiana e tre partite non ufficiali contro altre selezioni. L'Italia iniziò nel migliore dei modi la trasferta in Namibia vincendo di misura contro la Namibia B, la seconda formazione nazionale, ed in modo netto contro i Welwitschia. Il 15 gennaio, però, uscì sconfitta dal primo test con la Namibia col punteggio di 7-17. Successivamente, l'Italia XV si impose nel terzo incontro no-cap con la selezione territoriale della Northern Union, rappresentante il nord del Paese, ma venne nuovamente ridimensionata nella seconda partita internazionale per 19 a 33, nonostante le quattro mete marcate.

## Risultati

### Itest match
| Arbitro: | Colin High |

|                               |      |               |
| Mans 26’ Stoop 35’ Snyman 80’ | mt   | 44’ Vaccari   |
| Coetzee 26’                   | tr   |               |
| Coetzee 59’                   | c.p. | 61’ Domínguez |

| Arbitro: | Colin High |

|                                 |      |                                                 |
| Mans 1’ Alberts 21’ Mans 52’    | mt   | 18’ Pietrosanti 46’ Vaccari 57’ Barba 78’ Croci |
| Coetzee 1’, 21’, 52’            | tr   |                                                 |
| Coetzee 26’, 34’, 49’, 61’, 64’ | c.p. | 38’ Troiani                                     |

### Gli altri risultati
| Data            | Incontro                           | Risultato | Sede       |
| --------------- | ---------------------------------- | --------- | ---------- |
| 8 gennaio 1991  | Namibia B ― Italia XV              | 15-18     | Windhoek   |
| 11 gennaio 1991 | Welwitschia ― Italia XV            | 6-67      | Walvis Bay |
| 18 gennaio 1991 | Namibia Settentrionale ― Italia XV | 6-48      | Tsumeb     |